# Деселье, Пьер
Пьер Деселье́ (фр. Pierre Desceliers; начало XVI века, Арк, современный департамент Приморская Сена — после 1574) — французский географ, картограф и гидрограф.

## Биография
О биографии Пьера Деселье известно очень мало. Его предки происходили из исторической области Ож в Нормандии и проживали между городами Онфлёр и Пон-л’Эвек. В январе 1514 года семье Деселье было пожаловано дворянство. Дальнейшую родословную проследить не удаётся, так как в различных исторических документах встречается множество упоминаний о разных Деселье, но многие из них носят имена Жан или Шарль, и проследить родственные связи между различными носителями одних и тех же имён возможности не представляется.
Отца Пьера Деселье звали Ноэль и он был королевским лучником в замке Арка, так же как и его дядя по имени Жан. У Пьера было два брата: Одрон, арбалетчик, и Николь, а также сестра по имени Пьеретт. Год рождения Пьера неизвестен — в некоторых источниках указан 1487 год, но это лишь не подтверждённая никакими документами традиция. Сам Пьер был священником в Арке, впервые он упоминается в этом качестве в 1537 году, а в последний раз — в 1553 году.
Пьер Деселье наиболее известен как географ, картограф и гидрограф, хотя не всегда можно отделить в приписываемой ему деятельности правду от вымысла. Так, Деселье приписывают самые разные достижения в областях различных наук, например, математическое доказательство шарообразности Земли (хотя об этом писали ещё древние греки, в частности, Платон и Аристотель). Некоторые источники также сообщают, что Деселье по заданию герцога Франсуа де Гиза создал первую карту лесов Франции, хотя дьепский летописец по имени Асселин называет в качестве автора той карты «Пьера Дельена» — непонятно, имел ли он в виду Пьера Деселье или же Никола Дельена. Тот же Асселин называл Деселье как автора первых во Франции морских карт, что тоже не до конца подтверждено, поскольку на эту роль могут претендовать также Жан де Кламорган, Жан Пармантье или Никола Дельен.
Считается, что Пьер Деселье был основателем и первым преподавателем Дьепской картографической школы. Неизвестно, действительно ли это было так, однако не вызывает сомнения, что Деселье занимал в школе заметную должность — в Дьепе сохранилась печать того времени, на которой с одной стороны помещён герб короля Карла IX, а с другой — инициалы D. P. Предполагается, что даже если Деселье и не был основателем школы, у него были определённые властные полномочия в ней — что-то вроде права предоставления аналога современного диплома об окончании учебного заведения.
Год и место смерти Пьера Деселье неизвестны, но это случилось не ранее 1574 года.

## Карты

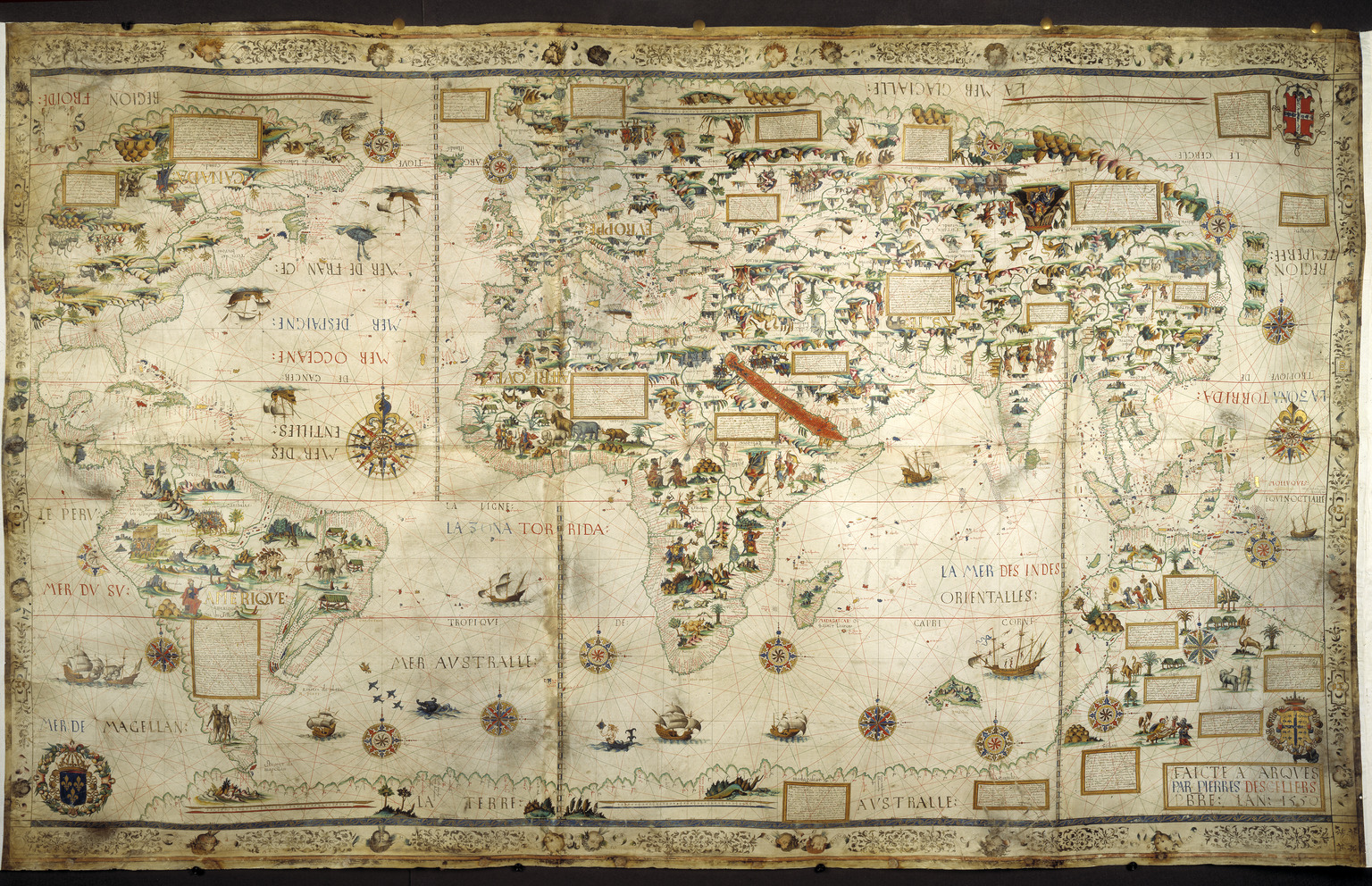
Карта мира Деселье 1550 года

Сохранились 3 географические карты мира авторства Пьера Деселье, все они подписаны и датированы:
- Карта мира 1546 года, называемая также картой Генриха II, хранится в Библиотеке Кроуфорда в Лондоне. 2,60 м × 1,30 м, пергамент[6].
- Карта мира 1550 года, хранится в Британском музее в Лондоне. 2,15 м ×1,35 м, пергамент[6].
- Карта мира 1553 года, хранилась в Вене, погибла во время пожара 1915 года, но сохранилась её фотография

Все три карты служили источником для многих копий и гравюр, созданных на их основе. По некоторым сведениям, Деселье также создал в 1543 году карту для Луиджи д’Эсте, однако следов этой карты не обнаружено. Сравнивая три карты, можно видеть, как всего за несколько лет XVI века менялись сведения французов о географии тех регионов, в изучении которых они принимали активное участие: Мадагаскара, Малайского архипелага, Лабрадора, Ньюфаундленда, устья реки Святого Лаврентия, Антильских островов, побережья Бразилии.

## Память
В 1826 году одна из улиц в центре Дьепа получила название rue Desceliers (с фр. — «улица Деселье»).

## Комментарии
1. ↑  В различных источниках встречаются также написания Des Cheliers, Des Celiers, Deschelliers, Descaliers и Desceliers[1].